# 従姫 -ともひめ-
『従姫 -ともひめ-』（ともひめ）は2002年9月27日にX[iks]（イクス）より発売された日本の18禁学園物陵辱シミュレーションアドベンチャーゲーム。

## 概要
システムは場所選択性のアドベンチャーゲームと類似しているが、選挙戦で支持率を競うというシミュレーションゲームの要素も兼ね備えている。アドベンチャーパートでは行動場所を選択し、その場にいるキャラクターと会話を進めることで話が進展していき、自陣営に引き込んだり逆に相手陣営に引き込まれたりするなどの展開が成される。シミュレーションパートでは、その時のキャラクターとのイベントが発生しない部活を選択し、遊説に回って適切な話題を訴えることや、特定の部活に影響力を持つキャラクターを自陣営に引き込むことで支持を拡大させ、最終的に選挙に勝つか負けるかによってエンディングも変化する。
各キャラクターを自陣営に引き込むためには、そのキャラクターに関するすべてのイベントを発生させて和姦を経て仲間に引き込むパターンと、一部のイベントのみ発生させてイヤリングを使っての強姦を経て強制的に仲間に引き込む2パターンがある。ただし、イヤリングは3つと数が限られるうえ、イヤリングを使用できないキャラクターもいる。

## ストーリー
主人公の藤原珪の通う御吉野学園で3年が失踪するという事件があった。亡き父親の同僚であった刑事に頼まれ、珪は謎の妨害をうけながらも学園を中心に蔓延しているという人の血液が含まれる麻薬「スパイス」について調べを進め、その情報を基についには美術講師の松井が逮捕された。
どこか釈然としないものを感じるものの、これで事件も解決と思われた矢先、失踪した学生の一人であった長束杏子から現執行部会長の不破こそが事件の黒幕だと告げられる。そして執行部の会長選挙に立候補するように促され、その時に自分も不破からつけられているというつけた相手を従僕（しもべ）にできるイヤリングを渡された。こうして打倒不破を目指し、策謀渦巻く選挙戦が幕をあけた。

## 登場人物
藤原 珪
本編の主人公で学園の2年生。両親は既に他界しているために一人暮らしをしている。亡き父親は刑事であったため警察に顔が利き、その関係で学園の内偵を頼まれる。長束杏子に促され、事件の全容解明のために執行部の会長選に立候補した。
黒田 奈緒
声：鳩野比奈
珪の幼馴染で、知佳の姉の2年生。1年生の時は執行部に所属していたが、現在は帰宅部。珪にイヤリングをつけられており、珪の従僕となっている。親が経営する喫茶店「カフェ・ド・ラ・プネ」の手伝いをすることが多いが、料理の腕は壊滅的。自陣営では政策問答集などを作成する「書類作成」を行える唯一の人物。
黒田 知佳
声：榎津まお
奈緒の妹で帰宅部の1年生。珪のことを「珪兄ちゃん」と言い慕っている。1年生ながら交友関係が幅広く上級生にも顔が利き、珪への協力者の紹介役としての役割を担う。また並外れた情報力を持っており、様々な人の近況を把握している。
細川 央佳
声：楠鈴音
吹奏楽部に所属する2年生。高飛車な態度のお嬢様であるが、面倒見は良い。美術部の人とも交友関係があったことから、事件や麻薬について独自に調査を進めている。
桜井 歩
声：カンザキカナリ
科学部の部長代行を務める1年生。常に白衣を羽織っていて、無口であまり感情を表に出さない。知佳のクラスメイトで、知佳を実験台にして怪しげな新薬などの研究を行っている。
堀尾 静
声：大平宏希
新聞部の編集長を務める3年生。明るく社交的であるが、知りたがりな性格で遠慮がない。新聞部発表の予想得票数を操作し、浮動票全体に効果がある「情報操作」を行える唯一の人物。
糟屋 めぐみ
声：児玉さとみ
バスケ部のキャプテンを務める3年生。明るく快活で気さくな性格をしている。
片桐 舞
声：乃田あす実
弓道部に所属する1年生。弓道場に立ち入ろうとする者に対して問答無用で矢を射る。
浅野 みゆき
声：乃田あす実
陸上部のエースでキャプテンを務める2年生。2年でありながらエースでキャプテンという重責に悩んでいる。
アグネス・ウインステッド
声：カンザキカナリ
チアリーディング部に所属し、ESS部にも顔を出している2年生。アメリカからの交換留学生。
福島 有里
声：楠鈴音
水泳部のキャプテンを務める3年生。怪我が原因でスランプに陥っている。
増田 若菜
声：児玉さとみ
野球部マネージャーを務める3年生。ショタコンで野球部を逆ハーレムとすることを目論む。
長束 杏子
声：織羽叶芽
執行部の副会長兼秘書を務める3年生。不破からイヤリングをつけられており、そのために自分は従僕となっており、不破に逆らえないため、珪が不破を打ち破ることを期待している。
石田 志穂
声：榎津まお
英語教師で選挙管理委員、ESS部の顧問も勤める。御吉野学園のOG。

## スタッフ
- シナリオ：白鷺あん
- 原画：ぺたんこさいど

## 関連商品
小説
- 従姫 -ともひめ-
  - 著者：あもんひろし
  - 発売日：2003年3月
  - 出版社：イーグルパブリシング
  - レーベル：パンプキンノベルズ
  - ISBN 978-4901191722